# Die ersten Menschen
Die ersten Menschen (De första människorna) är en opera i två akter med musik av Rudi Stephan och libretto av Otto Borngräber. Operan hade premiär på Oper Frankfurt 1 juli 1920.

## Historia
Poeten Otto Borngräber skrev Die ersten Menschen, med undertiteln "Erotisches Mysterium" (Erotiskt mysterium) 1908. Pjäsen bygger på karaktärer från Bibelns skapelseberättelse. När pjäsen hade premiär i München 1912 orsakde den skandal och förbjöds i Kungariket Bayern.
Rudi Stephan tonsatte texten till en opera i två akter. He påbörjade verket 1909 och fullbordade det 1914 kort tid före Första världskriget. Premiären var planerad till vintern 1915 på Oper Frankfurt; men Stephan hade då stupat på Östfronten.
Operan fick slutligen premiär 1 juli 1920 dirigerad av Ludwig Rottenberg. Kritikerna mottog föreställningen positivt men inte publiken och den gavs endast några gånger.
Karl Holl (1892–1972) gjorde en förkortad version och strök omstridda passager. Den sattes upp på Theater Münster 17 november 1924. Operan låg ospelad från 1950-talet fram till det sena 1980-talet.
En föreställning av originalversionen framfördes 24 november 2009 på Freiburg Konzerthaus med Fabrice Bollon som dirigent för Philharmonisches Orchester Freiburg. 3 June 2021 dirigerade François-Xavier Roth Royal Concertgebouw Orchestra en scenföreställning i Amsterdam, regisserad av Calixto Bieito.

## Personer
| Roller | Röstläge | Premiärbesättning, 1 juli 1920 Dirigent: Ludwig Rottenberg |
| ------ | -------- | ---------------------------------------------------------- |
| Chawa  | sopran   | Beatrice Lauer-Kottlar                                     |
| Adahm  | bas      | Walter Schneider                                           |
| Kajin  | baryton  | Richard Breitenfeld                                        |
| Chabel | tenor    | Otto Fanger                                                |

## Handling
Operans handling äger rum efter utdrivning från paradiset enligt Genesis. Platsen är ett vårligt landskap.
Librettot kan beskrivas som en psykologisk dikt. Operan handlar om den äktenskapliga konflikten mellan (Adam) och Chawa (Eva) och den sexuella striden mellan sönerna (Kain) och Chabel (Abel), vilka båda åtrår den enda tillgängliga kvinnan, deras moder.